# Porcellio assamensis
Porcellio assamensis là một loài chân đều trong họ Porcellionidae. Loài này được Chopra miêu tả khoa học năm 1924.